# Vlaamse Amateurmuziekorganisatie
De Vlaamse amateurmuziekorganisatie, kortweg Vlamo, is een vereniging zonder winstoogmerk die ondersteuning biedt aan alle amateurmuzikanten en verenigingen in Vlaanderen.

## Visie, missie en fundamentele en decretale opdrachten

### Visie
Vlamo wil de instrumentale amateurmuziekbeoefening binnen de Vlaamse Gemeenschap valoriseren, als een volwaardige discipline binnen de amateurkunstensector en binnen het brede veld van kunst en cultuur.

### Missie
Vlamo organiseert, structureert, begeleidt en ondersteunt alle actoren, actief in het werkveld van de instrumentale amateurmuziekbeoefening, teneinde hen een zo groot mogelijke muzikale, culturele en sociale zelfontplooiing en voldoening te bezorgen, zowel individueel als in groep. De vereniging bundelt alle krachten voor de promotie van de instrumentale amateurmuziekbeoefening in het algemeen.

### Fundamentele en decretale opdrachten
- Het realiseren van een open documentatie- en/of informatiecentrum.
- Het realiseren van een communicatieplan ten behoeve van de muziekbeoefenaars met het oog op de uitstraling en kwalititeitsverbetering van de discipline.
- Het bieden van ondersteuning door het ontwikkelen van documentatie- en werkmaterialen, het organiseren van opleidingscursussen en van publieksgerichte evenementen.
- Het samenwerken met de andere organisaties, het plegen van overleg en het maken van afspraken met de belendende sectoren.
- Het aanbieden van artistieke, organisatorische en technische begeleidingen.
- Het uitbouwen van een kwaliteitsbeleid, dat er op gericht is op een systematische wijze de kwaliteit van de aangeboden dienstverlening en van haar werking te bepalen, te plannen, te verbeteren en op te volgen.
- Het realiseren van een product- of procesgerichte vernieuwing en/of verbreding.
- Het ontwikkelen van een doelgroepenbeleid.
- Het ontplooien van een internationale werking.

## Grote verscheidenheid
Ongeveer 1180 verenigingen, of meer dan 59000 mensen, zijn lid van Vlamo. De meeste verenigingen zijn harmonies of fanfares, maar we merken een stijgend aantal brassbands, symfonische orkesten, bigbands, ensembles, drum- en percussiegroepen, accordeonverenigingen, showbands en doedelzakgroepen.

## Opdracht
Vlamo steunt de aangesloten leden door het aanbieden van groepsverzekeringen, cursussen en workshops, play-ins en andere activiteiten. De organisatie biedt daarnaast ook artistieke, technische of organisatorische ondersteuning aan muzikanten, dirigenten of bestuursleden. Het Vlamo kenniscentrum beschikt over duizenden partituren, boeken, magazines en cd's. Hierdoor kan de organisatie alle informatie over componisten en hun muziek aanbieden. Tevens is Vlamo de officiële tussenpersoon tussen de Vlaamse overheid en amateurverenigingen, onder meer wat het subsidiëringsbeleid betreft.

## Structuur
Er zijn vijf Vlamo-regio's in Vlaanderen, één in elke provincie, waarbij de werking van het Brussels Hoofdstedelijk Gewest onder die van Vlaams-Brabant valt. Deze regio's hebben elk een (raad van) bestuur en vaak een aantal stuurgroepen, en organiseren eigen evenementen. Het centrale bestuur en de algemene vergadering zijn samengesteld uit afgevaardigden uit de regio's en een aantal experten van de verschillende muzikale disciplines.
Vlamo stelt per provincie één persoon te werk alsook een vaste staf te Gent.

## Geschiedenis
Vlamo komt voort uit het amateurkunstendecreet (2000) van Bert Anciaux die opdroeg dat er per tak van de amateurkunst maar één vertegenwoordigende organisatie mocht zijn. Dat zou de communicatie tussen overheid en deze organisatie vergemakkelijken. Sindsdien is Vlamo het officiële aanspreekpunt voor de Vlaamse amateurmuziekwereld. Vlamo is de erfgenaam van: 
- Algemene Muziekfederatie (AMF)
- Verenigde Vlaamse Accordeonfederaties
- Vlaamse Brassbandfederatie
- Vlaamse Mandolinefederatie
- Fedekam Vlaanderen
- Koninklijk Muziekverbond van België (KMVB)
- Vlaamse Federatie der Liberale Muziekmaatschappijen (Felim)
- Vlaamse Federatie van Socialistische Muziek- en Zangverenigingen (VFSMZ).